# Hegyhátmaróc
Hegyhátmaróc es un pueblo ubicado en el distrito de Komló, en el condado de Baranya, Hungría.

## Superficie
Posee una superficie de 7,590 kilómetros cuadrados.

## Demografía
Hasta 2019 la población era de 129 habitantes, con una densidad de población de 17,0 habitantes por kilómetro cuadrado.